# Кобзарь (общество)
«Кобзарь» (укр. Кобзар) — литературно-музыкальное общество, основанное в 1908 году в Москве выходцами с территории современной Украины. Основной целью общества была популяризация творчества украинских писателей и композиторов. Существовало до 1917 года.

## История
Общество «Кобзарь» было создано в 1908 году в Москве. Оно устраивало концерты, на которых исполнялись романсы, хоровые произведения, кантаты и отрывки из опер таких композиторов, как Николай Лысенко, Яков Степовой, Кирилл Стеценко, Борис Пидгорецкий и Пётр Нищинский. Также звучали произведения украинских поэтов — Тараса Шевченко, Ивана Котляревского и Александра Олеся.
Общество ставило оперы: «Наталка Полтавка» (1912), «Черноморцы» (1914) Николая Лысенко, «Запорожец за Дунаем» Семена Гулака-Артемовского (1915), а также драму «Назар Стодоля» Тараса Шевченко.
Среди наиболее значимых мероприятий — шевченковский вечер в Большом зале Московской консерватории и авторский концерт Якова Степового (оба в 1911 году).
В деятельности «Кобзаря» участвовали певцы, композиторы, актёры, лингвисты и общественные деятели, в том числе Иван Алчевский (председатель общества с 1910 по 1912), Леонида Балановская, Михаил Донец, Наталья Ермоленко-Южина, Евгения Калинович, Наталья Калиновская-Доктор, Юрий Кипоренко-Даманский, Николай Лысенко, Антонина Нежданова, Ф. Павловский, Дмитрий Рознатовский, Илья Сац, Яков Степовой, Платон Цесевич, Василий Шевченко, Иван Кучугура-Кучеренко, Мария Заньковецкая, Иван Карпенко-Карый, Марк Кропивницкий, Панас Саксаганский, Григорий Хмара, Фёдор Корш, Владимир Пичета, М. Панченко, Николай Янчук, а также политический деятель и публицист Симон Петлюра.
Общество также занималось благотворительной деятельностью: организовывало сбор средств на помощь деятелям украинской культуры — например, на лечение Ивана Франко и на строительство памятников Тарасу Шевченко.
Свою работу общество прекратило в 1917 году.